# Garcinia celebica
Garcinia celebica là một loài thực vật có hoa trong họ Bứa. Loài này được L. mô tả khoa học đầu tiên năm 1754.